# Bedreiging (strafrecht)
Een bedreiging is een handeling waarmee iemand of iets door woorden of daden dreigend wordt bejegend. Door iemand te bedreigen wordt hem iets onaangenaams, bijvoorbeeld leed of geweld, in het vooruitzicht gesteld.
Bedreiging (al dan niet met specifieke misdrijven) is in diverse landen strafbaar gesteld, bijvoorbeeld als 'Bedrohung' in het Duitse strafrecht, als 'menace' in het Franse strafrecht, en als 'bedreiging' Nederlandse strafrecht. In de common law is 'assault' een specifieke vorm van bedreiging waarbij gedreigd wordt met fysiek geweld.

## Nederland
Bedreiging met bepaalde zware misdrijven is in artikel 285 van het Nederlandse Wetboek van Strafrecht strafbaar gesteld als delict tegen de vrijheid. Deze vrijheid is niet slechts beperkt tot de fysieke vrijheid of de handelingsvrijheid van het slachtoffer, maar omvat ook zijn morele vrijheid en veiligheidsgevoel.
Een bedreiging is alleen strafbaar indien met een van de opgesomde (zware) misdrijven wordt gedreigd, bijvoorbeeld een misdrijf tegen het leven of verkrachting. Ook moet de bedreiging voldoende duidelijk en concreet zijn. Daarnaast dient de bedreiging van zodanige aard te zijn en onder zodanige omstandigheden te geschieden, dat bij het slachtoffer de redelijke vrees kon ontstaan dat het feit waarmee gedreigd wordt zou kunnen worden gepleegd.
Het is niet noodzakelijk dat het slachtoffer zich daadwerkelijk bedreigd heeft gevoeld of in zijn vrijheid belemmerd is. Ook hoeft de bedreiger geen opzet te hebben om het misdrijf waarmee gedreigd wordt uit te voeren. Ook als de dader nooit van plan is geweest om zijn bedreiging waar te maken – bijvoorbeeld doordat hij met een neppistool dreigt – kan er sprake zijn van een strafbare bedreiging. Ook een als grap bedoelde bedreiging kan wel degelijk strafbaar zijn. Doorslaggevend is of de bedreiging in zijn algemeenheid geschikt is om bij het slachtoffer de vrees voor een misdrijf op te wekken.
| Wet(boek)    | Wetboek van Strafrecht (Sr) |
| Artikel      | art. 285 Sr |
| Omschrijving | 1. Bedreiging met openlijk in vereniging geweld plegen tegen personen of goederen, met geweld tegen een internationaal beschermd persoon of diens beschermde goederen, met enig misdrijf waardoor gevaar voor de algemene veiligheid van personen of goederen of gemeen gevaar voor de verlening van diensten ontstaat, met verkrachting, met feitelijke aanranding van de eerbaarheid, met enig misdrijf tegen het leven gericht, met gijzeling, met zware mishandeling of met brandstichting, wordt gestraft met gevangenisstraf van ten hoogste twee jaren of geldboete van de vierde categorie. 2. Indien deze bedreiging schriftelijk en onder een bepaalde voorwaarde geschiedt, wordt ze gestraft met gevangenisstraf van ten hoogste vier jaren of geldboete van de vierde categorie. 3. Bedreiging met een terroristisch misdrijf wordt gestraft met gevangenisstraf van ten hoogste zes jaren of geldboete van de vijfde categorie. 4. Indien het feit, omschreven in het eerste, tweede of derde lid, wordt gepleegd met het oogmerk om een terroristisch misdrijf voor te bereiden of gemakkelijk te maken, wordt de op het feit gestelde gevangenisstraf met een derde verhoogd. |

### Onderzoek naar bedreigingen
De Nederlandse criminoloog Frank Bovenkerk publiceerde begin 2006 de resultaten van een onderzoek naar bedreigingen in Nederland, waarbij hij zich richtte op concrete gevallen van serieus te nemen doodsbedreigingen. Aanleiding voor het onderzoek was de kennelijke toename van het aantal bedreigingen aan het adres van politici, bestuurders en andere bekende Nederlanders. Bovenkerk richtte zich echter met name op de bedreigingen van wat hij noemt de 'bewakers van de rechtsstaat', waarmee hij doelt op politici, bestuurders, politie, advocatuur, rechters en officieren van justitie.
Een van de conclusies is dat deze beroepsgroepen zowel vroeger als nu aan bedreigingen hebben blootgestaan. Toch is een toename te constateren, met name van de bedreigingen per e-mail. Ook lijkt er sprake van te zijn dat slachtoffers eerder aangifte doen, waardoor de geregistreerde gevallen van bedreiging inderdaad zijn toegenomen.
Bovenkerk onderscheidt drie soorten bedreigingen:
- bedreigingen door eenlingen. Dit kunnen gestoorden zijn of mensen die handelen uit een persoonlijke frustratie. Copycat gedrag komt in deze categorie ook veel voor: het ene geval lokt het volgende uit. In de meeste gevallen worden bedreigingen uit deze categorie echter niet omgezet in daden.
- bedreigingen vanuit een bepaalde groep of milieu welke politiek of ideologisch gemotiveerd zijn. Dit politiek geweld, zoals Bovenkerk het duidt, komt in Nederland vanaf de jaren 70 voor en betreft veelal gecalculeerde gedragingen. Uit een onderzoek in 1995 naar 359 gevallen van ideologisch gemotiveerde gewelddadigheden bleek dat de incidenten in twee derde van de gevallen (241) als 'links' (krakers, anti-militaristen, radicale dierenactivisten) gemotiveerd te typeren waren. Bedreigingen in deze sfeer worden onder omstandigheden wel degelijk in feitelijk fysiek geweld omgezet.
- bedreigingen door de georganiseerde misdaad. Hierbij gaat het vrijwel uitsluitend om het verdedigen van zakelijke belangen op illegale markten voor drugs, wapenhandel enzovoort. Uit eerder onderzoek bleek dat de georganiseerde misdaad over het algemeen zal trachten ongemerkt weg te komen met zijn activiteiten. Maar als het niet anders kan is men bereid, ook contra de overheid, op te treden en bedreigingen passen daarbij, waarbij het uitvoeren van de geuite dreigementen aannemelijk is.

In het onderzoek werden vier categorieën van beweegredenen om te bedreigen gevonden, welke overigens ongelijksoortig zijn en waarbij overlap niet is uitgesloten:
- emotionele uitbarstingen
- de wens om concrete belangen te verwezenlijken
- verdediging van verworven rechten
- wraak

Bovenkerk geeft geen uitsluitsel op de vraag waar de plotselinge opkomst van het bedreigen van prominente publieke figuren door verklaard kan worden. Hij geeft wel drie mogelijke perspectieven aan die deze opkomst zouden kunnen verklaren, er zou sprake kunnen zijn van een mediahype, het zou kunnen liggen aan een algemene verruwing van de omgangsvormen en de afname van het (politieke) gezag zou debet kunnen zijn aan de toename van het aantal bedreigingen aan publieke figuren.